# Neoscona mukerjei
Neoscona mukerjei là một loài nhện trong họ Araneidae.
Loài này thuộc chi Neoscona. Neoscona mukerjei được Benoy Krishna Tikader miêu tả năm 1980.